# TVN Style
 (avril 2019).
TVN Style est une chaîne polonaise du groupe TVN. La chaîne a été lancée le 1er août 2004.[réf. nécessaire]